# Versailles–Saint-Quentin-en-Yvelines-i Egyetem
A Versailles–Saint-Quentin-en-Yvelines-i Egyetem (Université de Versailles–Saint-Quentin-en-Yvelines) egy franciaországi állami egyetem, amelyet 1991-ben alapítottak. Intézményei és szervezetei egységei Yvelines megye területén: Versailles-ban, Saint-Quentin-en-Yvelines-ben, Le Chesnay-ben és Guyancourt-ban találhatók.

## Híres diplomás
- Nicolas Tenoux, francia pilóta, repülőgépmérnök és menedzser